# Кимицу
Кимицу (яп. 君津市 Кимицу-си) — город в Японии, находящийся в префектуре Тиба. Площадь города составляет 318,83 км², население — 86 963 человека (1 августа 2014), плотность населения — 272,76 чел./км².

## Географическое положение
Город расположен на острове Хонсю в префектуре Тиба региона Канто. С ним граничат города Кисарадзу, Фуццу, Итихара, Камогава и посёлок Отаки.

## Население
Население города составляет 86 963 человека (1 августа 2014), а плотность — 272,76 чел./км². Изменение численности населения с 1980 по 2005 годы:
| 1980 | 77 286 чел. |  |
| 1985 | 84 310 чел. |  |
| 1990 | 89 242 чел. |  |
| 1995 | 93 216 чел. |  |
| 2000 | 92 076 чел. |  |
| 2005 | 90 977 чел. |  |

## Символика
Деревом города считается тис остроконечный, цветком — Rhododendron dilatatum.

## Транспорт
- Кокудо 16

## Города-побратимы
- Камогава, Япония
- Ыйван, Республика Корея